# KBR (Unternehmen)
KBR (ehemals Kellogg Brown & Root) ist ein US-amerikanisches Ingenieur- und Bauunternehmen, das größte nicht-gewerkschaftsgebundene Bauunternehmen der USA. Außerdem ist KBR größter privater Militärdienstleister für das US-Verteidigungsministerium und auch für andere Staaten tätig. Bis zum Frühjahr 2007 war KBR ein Tochterunternehmen des US-Ölindustriekonzerns Halliburton.

## Geschichte
Brown & Root Services war 1919 von den Gebrüdern George und Herman Brown, sowie deren Schwager Dan Root gegründet worden; nach dem Tod von Herman hatte George Brown es 1963 für 36,7 Millionen US-Dollar an Halliburton verkauft.
M. W. Kellogg Co. wurde 1901 gegründet und 1987 von Dresser Industries aufgekauft. Nachdem Halliburton 1998 Dresser Industries übernommen hatte, wurde M. W. Kellogg Co. mit Brown & Root Services zu Kellogg Brown & Root (KBR) fusioniert. Zwischen 2006 und 2007 wurde KBR schrittweise aus dem Mutterkonzern ausgegliedert.
2016 übernahm KBR den Regierungsauftragnehmer Wyle.
Im Jahr 2021 erteilte die NASA KBR und Aerodyne Industries einen 531-Millionen-Dollar-Vertrag für die Systemtechnik im Goddard Space Flight Center der NASA in Maryland. KBR verfügt auch über die Niederdruckkammer, in der das neu entwickelte X-59-Forschungsflugzeug der NASA wird.

## Geschäftsfelder
KBR ist weltweit vor allem als Bauträger, bauausführendes Unternehmen und als Betreiber von Raffinerien, Ölfeldern, Pipelines und Chemiefabriken, anderen zivilen Infrastruktureinrichtungen, sowie als Dienstleister für US-Regierungsstellen tätig. Die Geschäfte sind in die vier Sparten Engineering & Construction (E&C), Government, Civil Infrastructure und Ventures gruppiert.

## Tätigkeiten für die US-Streitkräfte
KBR bzw. seine Vorläuferunternehmen waren bereits im Zweiten Weltkrieg und im Vietnamkrieg für das US-Militär tätig. Im Rahmen der SFOR-Mission auf dem Balkan beauftragte 1996 der damalige US-Präsident Bill Clinton Brown & Root mit der Unterstützung der NATO- und US-Truppen. Dieser Auftrag wurde später auf die KFOR-Mission im Kosovo übertragen, wo KBR u. a. am Bau des Camp Bondsteel beteiligt war. 2002 erhielt KBR vom State Department einen Auftrag im Wert von 100 Millionen US-Dollar zum Bau einer neuen US-Botschaft in Kabul, Afghanistan. Im Rahmen der Operation Enduring Freedom erhielt KBR einen Kontrakt über 216 Millionen Dollar, unter anderem zum Bau von Militärcamps der US-Luftwaffe in Kandahar und Bagram. Für Georgien trainierte KBR ausländische Truppen.
Mit einem Auftragsvolumen von 16 Milliarden US-Dollar (Stand März 2008) ist KBR mit weitem Abstand der größte US-amerikanische Auftragnehmer des US-Verteidigungsministeriums im Irak. Die zahlreichen an KBR vergebenen Aufträge im Irak umfassen den Wiederaufbau der im Irakkrieg zerstörten Erdöl-Infrastruktur des Landes (Auftragswert rund 2 Milliarden US-Dollar; unter Dick Cheneys Vizepräsidentschaft ohne Ausschreibung im Rahmen des „Restore Iraqui Oil“-Programms von der Regierung vergeben) sowie die logistische Unterstützung der dort stationierten US-Truppen. Zum Zeitpunkt der Auftragsvergabe war Dick Cheney CEO des KBR-Mutterkonzerns Halliburton; er gab diese Position erst ab im Zuge seiner Kandidatur für das Amt des US-Vizepräsidenten in der Regierung George W. Bush.
Der US-amerikanische Filmregisseur Robert Greenwald dokumentiert in dem 2006 entstandenen Film Iraq for Sale: The War Profiteers (deutsch etwa: „Irak zu verkaufen: Die Kriegsgewinnler“) seine Beobachtungen darüber, auf welche Weise unter anderem die Firma KBR-Halliburton aus dem Irak-Krieg ihren finanziellen Nutzen zieht.
Im März 2008 berichtete die US-Zeitung The Boston Globe, KBR habe in Höhe von etwa 500 Millionen US-Dollar Steuern und Sozialabgaben (z. B. für Social Security und Medicare) für die rund 10.500 US-amerikanischen Staatsbürger unter den insgesamt 21.000 KBR-Angestellten gespart, indem es zwei Subunternehmen als Personaldienstleister mit „Briefkasten-Firmensitz“ auf den als Steueroase geltenden Cayman-Inseln gegründet habe. Bei den beiden nur als Gesellschaftsmantel existierenden Firmen handelt es sich zum einen um die Service Employers International Inc., für die nach dem Medienbericht rund 20.000 Mitarbeiter im Irak tätig sein sollen; sie wurde bereits gegründet, bevor Cheney CEO bei Halliburton wurde. Das zweite Unternehmen ist die Overseas Administrative Services und hat nach eigenen Angaben 1.020 Angestellte im Managementbereich; ihre Gründung erfolgte kurz nachdem Cheney CEO wurde. KBR gibt die so ausgegliederten Arbeitnehmer jedoch als ihre eigenen Beschäftigte aus. Diese Konstruktion wird gedeckt durch eine rechtlich umstrittene Regelung, nach der auch Angestellte privater Dienstleister für die US-Regierung im Irak politische Immunität vor Strafverfolgung genießen.

## Tätigkeiten für die britische Royal Navy
Als 51 %-Mehrheitseigentümer des Konsortiums Devonport Management Limited (DML) war KBR bis Juni 2007 auch der Eigentümer und Betreiber der größten Marinebasis Westeuropas, dem Flottenstützpunkt Devonport der britischen Royal Navy bei Plymouth. DML ist außerdem für die Royal Navy unter anderem tätig in der Treibstoffversorgung von Atom-U-Booten und diversen Unterhaltsarbeiten an Schiffen. Zum 28. Juni 2007 wurde die DML an die britische Babcock International Group veräußert und bildet nun dort den Bereich Babcock Marine.